# Xã Clearfield, Quận Cambria, Pennsylvania
Xã Clearfield (tiếng Anh: Clearfield Township) là một xã thuộc quận Cambria, tiểu bang Pennsylvania, Hoa Kỳ. Năm 2010, dân số của xã này là 1.604 người.